# Николаеску-Плопшор, Константин
Константин С. Николаеску-Плопшор (рум. Constantin S. Nicolăescu-Plopșor; 20 апреля 1900, Sălcuța, Долж — 30 мая 1968, Бухарест) — румынский археолог, историк, этнограф, фольклорист, антрополог, географ, член-корреспондент Румынской академии. Считается одним из пионеров исследований палеолита в Румынии.

## Биография
Цыган по происхождению (частично). Получал среднее образование в Национальном колледже имени Карола I в Крайове, а затем поступил на факультет литературы и истории в Бухарестском университете. После завершения учёбы в университете Николаеску-Плопшор получил возможность исследовать различные археологические памятники эпохи палеолита, особенно в районе Олтении.
Основал и занимал должность директора филиала Государственного архива в Крайове (1939—1946).
После реорганизации музея Олтении он стал директором этого учреждения (1946—1952). Музей был основан другими студентами и преподавателями: Штефаном Чучану и Марином Деметреску. В то же время он участвует в открытии серии археологических исследований в долине Деснэтуулуй.
Позже его перевели в Центр антропологии Румынской академии, где он занимал должность исследователя в 1952—1955 годах.
В 1956 году специалист занял должность заведующего отделом палеологии Института археологии (1956—1968).
В 1967—1968 годах читал серию лекций в Университете Крайовы в рамках курса истории Румынии.
Большая часть его профессиональной жизни прошла на археологических раскопках в Румынии.
Его самое замечательное открытие — Homo olteniensis (Australonthropus olteniensis), окаменелость человека (череп) возрастом 2 миллиона лет, обнаруженная в Буджулешть (уезд Вылча). Для этого открытия в музее Олтении была создана специальная комната.
21 марта 1963 года он стал членом-корреспондентом Румынской академии.
Он много писал и публиковал, от фольклорных сборников до комплексных исследований: более 150 работ по археологии, «Сеур» (1928), «Палеолит в Румынии» (1932), «Аминтири» (1934), «Тивисок и Тивисмок» (1965), а также множество других рассказов с фольклором.